# Qikiqtaaluk (Gibbs Fiord)
Qikiqtaaluk, tidigare namn Sillem Island, är en ö i Kanada.   Den ligger i territoriet Nunavut, i den nordöstra delen av landet, 2 800 km norr om huvudstaden Ottawa. Arean är 482 kvadratkilometer.
Trakten runt Qikiqtaaluk är nära nog obefolkad, med mindre än två invånare per kvadratkilometer.